# Partido del Progreso de Guinea Ecuatorial
El Partido del Progreso de Guinea Ecuatorial es un partido político de ideología democristiana y pro-elecciones en Guinea Ecuatorial. Creado en el exilio en España el 25 de febrero de 1983; intentó ser reconocido en 1988 por el gobierno de Teodoro Obiang, sin conseguirlo; fue legalizado finalmente en Guinea Ecuatorial en octubre de 1992, tras lo que el partido pidió la abstención a sus votantes de cara a las elecciones legislativas de Guinea Ecuatorial de 1993, participando sin embargo posteriormente en las elecciones municipales de Guinea Ecuatorial de 1995, donde afirmó haber ganado en la mayoría de las localidades importantes y denunció la existencia de fraude electoral. Fue ilegalizado de nuevo en el país en abril de 1998. Forma parte de la Internacional Demócrata de Centro.
El líder del partido hasta el 25 de agosto de 2020, Severo Moto, impulsó en 2003 un gobierno en el exilio en España, debido a lo cual miembros del PP dentro de Guinea Ecuatorial son hostigados y procesados.
En 2008, varios miembros del PPGE fueron arrestados en Malabo por cargos de posesión de armas, entre ellos el exsecretario de Severo Moto, Gerardo Angüe Mangue. El supuesto propietario de las armas, Saturnino Nkogo, había muerto en prisión a los pocos días de su detención en extrañas circunstancias. Otros seis activistas del PPGE, Cruz Obiang Ebele, Emiliano Esono Michá, Juan Ecomo Ndong, Gumersindo Ramírez Faustino y Bonifacio Nguema Ndong fueron juzgados junto a Simon Mann, un ciudadano británico que había ayudado a organizar un intento de golpe en 2004, a pesar de tratarse de casos independientes. Los miembros del grupo fueron condenados a penas de uno a cinco años de prisión cada uno. Su encarcelamiento ha sido protestado por el Departamento de Estado de los EE. UU. y la organización Amnistía Internacional, quien considera a los seis hombres presos de conciencia.
En 2018 el PPGE participó en la firma de la "Propuesta de Ley para la Transición Pacífica a la Democracia en Guinea Ecuatorial" junto a la Acción Popular de Guinea Ecuatorial (APGE), la Unión Popular (UP) y el Movimiento para la Autodeterminación de la Isla de Bioko (MAIB).
El 25 de agosto de 2020 Severo Moto da a conocer su deseo de retirarse de sus obligaciones políticas y públicas, dimitiendo irrevocablemente a través de un comunicado. En su lugar, ocupa el cargo el hasta entonces vicepresidente Armengol Engonga Ondo tal y como viene previsto en los estatutos del Partido del Progreso. El 11 de septiembre de 2020, la Comisión Permanente de la formación refrenda el nombramiento del nuevo presidente.